# The Casualties
The Casualties är ett streetpunk/hardcoreband från New York i USA, som bildades 1990. The Casualties kommer från New York, de använder slogans som Up the Punx och Punx Unite. De driver också ett skivbolag: Charged Records.

## Historia
The Casualties bilades 1990, med en helt annan uppsättning än vad den är idag. Gruppen hade då två sångare, Jorge Colin. 1991 Spelade de in en demo. Uppsättningen var nu väldigt instabil och många lämnade och kom in (se nedan). 1991 var de med på samlingen Benefit for Beer. Samma år spelade de in en EP - 40 'Oz Casualty, med Colin tillbaka som andrasångare.
1992 gjorde de många turnéer och fick en massa fans i New York. 1993 kom Jake (gitarr) in i gruppen och han har stannat sen dess. 1994 var the Casualties med på ett till samlingsalbum, Pogo Attack. De spelade också in ännu en EP, Drinking is Our Way of Life, som inte släpptes förrän den var med på deras samling The Early Years: 1990-1995. Senare 1994 stack Colin och 1993 trummisen Yureesh. Yureesh blev ersatt av Shawn och 1995 blev Shawn ersatt av Rivits-trummisen Meggers som har stannat tills nu. 1995 släppte de också en tredje EP, A Fucking Way of Life.
1996 blev the Casualties det första amerikanska band att spela på Holidays in the Sun-festivalen. Året efter (1997) släpptes deras första album For the Punx som är en klassiker inom punken. Samma år var de med på en turné som supportband för The Varukers. Jon stannade tills deras andra album, Underground Army, släpptes och blev därefter ersatt av Dave som bara stannade några månader varpå han ersattes av Rick som tidigare hade spelat i Manix. The Casualties fortsatte turnera i USA och Europa och under 2004/05 också Mexiko och Japan som de senare släppte en DVD om, Can't Stop Us. De släppte Stay Out of Order 2000, Die Hards 2002, On the Front Line 2004 och Under Attack 2006.
Uppsättningen ändrades inte mellan 1999 och 2017 då sångaren valde att lämna bandet efter anklagelser om sexuellt ofredande, de övriga medlemmarna valde att trots anklagelserna fortsätta spela.
Gruppen turnerar flitigt fortfarande och spelade bland annat två gånger i Sverige under 2007. En klubbspelning i Göteborg i början på året samt på punk- och hardcorefestivalen Augustibuller.

## Medlemmar
- David Rodriguez - sång (2017–present)
- Jake Kolatis –  gitarr (1993–present)
- Rick Lopez – bas (1998–present)
- Marc "Meggers" Eggers – trummor (1995–present)

## Tidigare medlemmar
- Jorge Herrera – sång (1990–2017)
- Colin Wolf – sång (1990–1994)
- Hank – gitarr (1990–1991)
- Fred Backus – gitarr (1991–1993)
- Mark Yoshitomi – bas (1990–1993)
- Mike Roberts – bas (1993–1997)
- Johnny Rosado – bas (1997–1998)
- Yureesh Hooker – trummor (1990–1994)
- Shawn – trummor (1994–1995)

## Diskografi
- 1992 – 40 Oz. Casualty (EP)
- 1997 – For the Punx
- 1998 – Underground Army
- 2000 – Stay Out of Order
- 2000 – Who's In Control? (EP)
- 2001 – Die Hards
- 2001 – The Early Years: 1990-1995 (Samling)
- 2004 – On the Front Line
- 2005 – En La Lina Del Frente
- 2006 – Under Attack
- 2009 – We Are All We Have